# Mionochroma wilkei
Mionochroma wilkei är en skalbaggsart som först beskrevs av Schmidt 1924. Mionochroma wilkei ingår i släktet Mionochroma och familjen långhorningar.
Artens utbredningsområde är Panama. Inga underarter finns listade i Catalogue of Life.